# Meromiksja

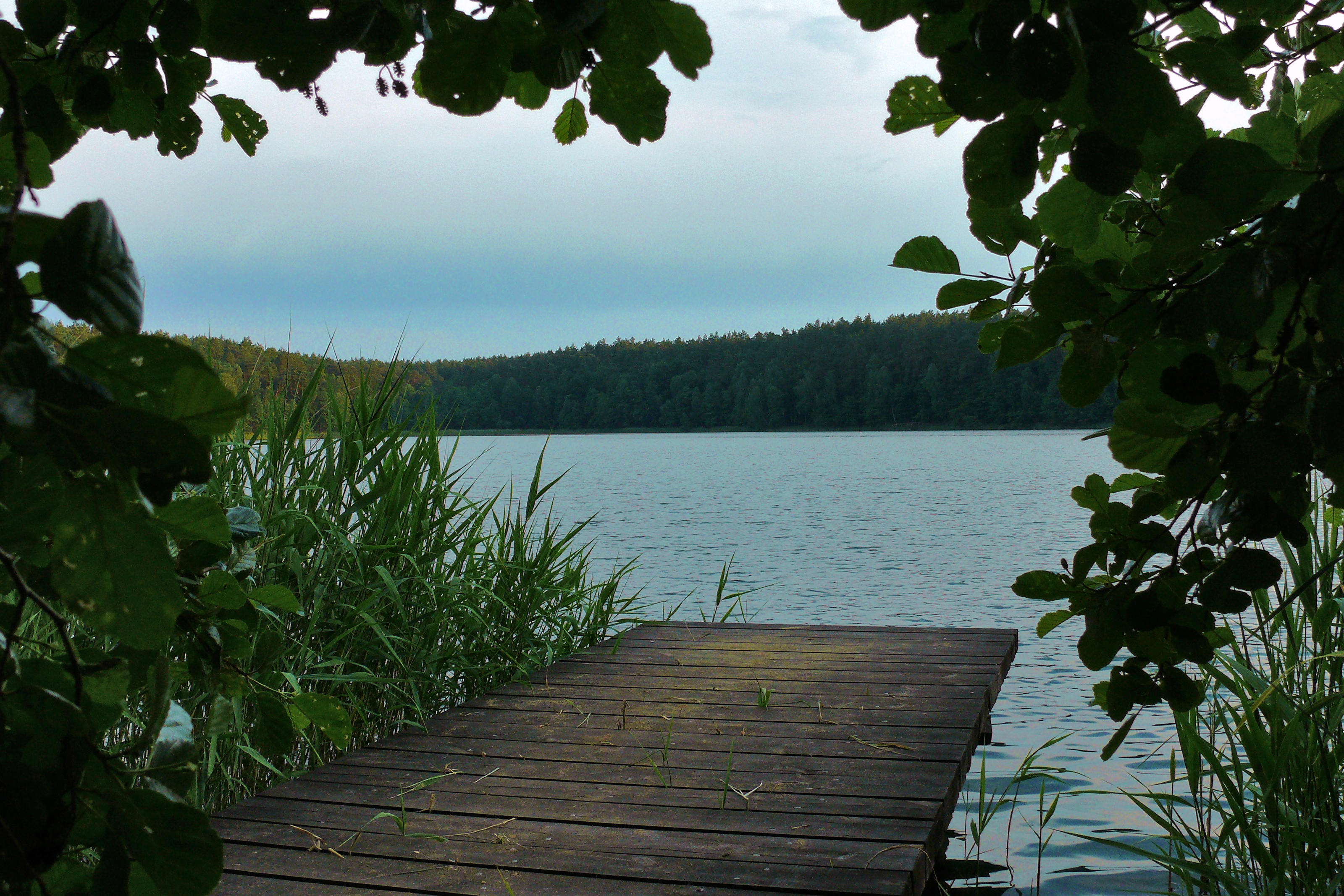
Meromiktyczne jezioro Czarnka

Meromiksja – częściowe mieszanie się wody w jeziorze.
W typowym układzie w jeziorze istnieją trzy warstwy składające się na jego stratyfikację: 
- przypowierzchniową (epilimnion),
- środkową (metalimnion),
- denną (hypolimnion)

W zależności od typu miktycznego jeziora, warstwy te są odseparowane przez pewien czas (stagnacja), po czym następuje ich mieszanie. W jeziorach holomiktycznych cyrkulacji ulega cała masa wód. Jeziora meromiktyczne wyłamują się z tej zasady, gdyż ich wody mieszają się tylko wewnątrz warstw, a praktycznie nigdy pomiędzy warstwami.
W jeziorze meromiktycznym stosunkowo intensywne mieszanie się wód zachodzi tylko w epilimnionie, nazywanym wtedy miksolimnionem, oddzielonym chemokliną od dolnej warstwy niemieszanej wody – monimolimnionu.
Taki stan może być skutkiem zbyt małej siły wiatru niewystarczającej do wymieszania mas wód całego jeziora. Powodem tego może być górzysta, zarośnięta lub zabudowana zlewnia bezpośrednia jeziora.
Główną przyczyną niepełnego mieszania się wód w jeziorach meromiktycznych jest silne stężenie rozpuszczonych substancji. Skutkiem tego jest tak duża gęstość wód dolnej warstwy, że nie dorównują jej zmiany gęstości związane z sezonową zmianą temperatury, więc nigdy nie dochodzi do wyrównania gęstości i swobodnego mieszania wód. Tak duży i nierównomierny dopływ substancji rozpuszczonych może mieć różne przyczyny, które pozwalają wyróżnić następujące typy meromiksji:
- krenogenna (wody głębinowe zasilane przez zasolone źródła)
- ektogenna (zasolone wody dopływają z zewnętrznego zbiornika, np. morza)
- biogenna (substancje rozpuszczone uwalniane są z wody lub osadu przy udziale organizmów)

## Przykłady jezior meromiktycznych
- Kiwu
- Czarnka w Drawieńskim Parku Narodowym.